# Josef Klička

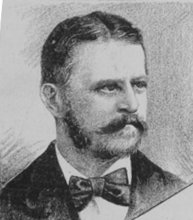
Josef Klička (1855–1937)

Josef Klička (* 15. Dezember 1855 in Klattau, Bezirk Klattau, Pilsner Kreis; † 28. März 1937 ebenda, Okres Klatovy, Tschechoslowakei) war ein tschechischer Organist, Komponist, Dirigent, Geiger und Pädagoge. Er war ein ausgezeichneter Orgelvirtuose und gilt als Begründer der tschechischen Tradition moderner Orgelimprovisation und Orgelinterpretation. Als Komponist wird er als „Orgelsymphoniker“ der tschechischen musikalischen Romantik bezeichnet.

## Leben und Wirken
Josef Klička zeichnete sich bereits in jungen Jahren durch ein bemerkenswertes musikalisches Talent aus. Sein Vater, Mansvet Klička (1829–1887), ein begabter Pädagoge und Dirigent, stammte aus einer Musikerfamilie. Mansvet war Chorregent und Organist an der Dekanatskirche in Klatovy, unterrichtete Musik und Gesang am Gymnasium und prägte das Musikleben seiner Stadt. Die Mutter von Josef hieß Barbora, geborene Nerodostová. Josef erhielt die erste musikalische Erziehung bei seinem Vater, er lernte Geige, Orgel und Gesang. Dank der Förderung des einflussreichen Komponisten Leopold Měchura, einem engen Freund der Familie Klička, wurde Josef bereits im Alter von 11 Jahren an das Konservatorium nach Prag geschickt. Dort besuchte er drei Jahre lang (1867–1870) die Geigerklasse von Antonín Bennewitz. Nach einer zweijährigen Unterbrechung studierte er dann in den Jahren 1872 bis 1874 an der Orgelschule in Prag (er wurde gleich in den zweiten Jahrgang aufgenommen). Bei František Zdeněk Skuherský lernte er Musiktheorie, bei Otomar Smolík das Orgelspiel und bei Adolf Průcha die Improvisation. Während des Studiums verdiente er seinen Lebensunterhalt als Geiger am Prager Interimstheater.
Nach dem Abschluss der Orgelschule arbeitete Josef Klička zunächst als Organist an der Kirche der Heiligsten Dreieinigkeit und im Emmauskloster in Prag. In den Jahren 1876 bis 1878 wirkte er als Kapellmeister bei der Theaterdirektion von Pavel Švanda und 1878 bis 1881 als zweiter Kapellmeister am Prager Interimstheater. Er dirigierte Operetten und Singspiele und komponierte Schauspielmusiken. Ab 1882 unterrichtete Gesang an einem Prager Gymnasium.
Im Jahr 1885 wurde er zum Professor für Kirchenmusik an die Prager Orgelschule berufen. Hier unterrichtete er konzertantes Orgelspiel, Orchesterinstrumentierung und Partiturspiel. Nachdem die Orgelschule im Jahr 1890 ans Konservatorium angeschlossen wurde, unterrichtete er weiter am Konservatorium. In den Jahren 1892 bis 1895 vertrat er Antonín Dvořák während seines Amerika-Aufenthaltes als Direktor des Konservatoriums. Klička hat am Konservatorium eine Reihe bedeutender Musiker ausgebildet, z. B. Bedřich Antonín Wiedermann, Karel Hoffmeister, Adolf Cmíral, Karel Douša, Eduard Tregler, Ondřej Horník und František Michálek.

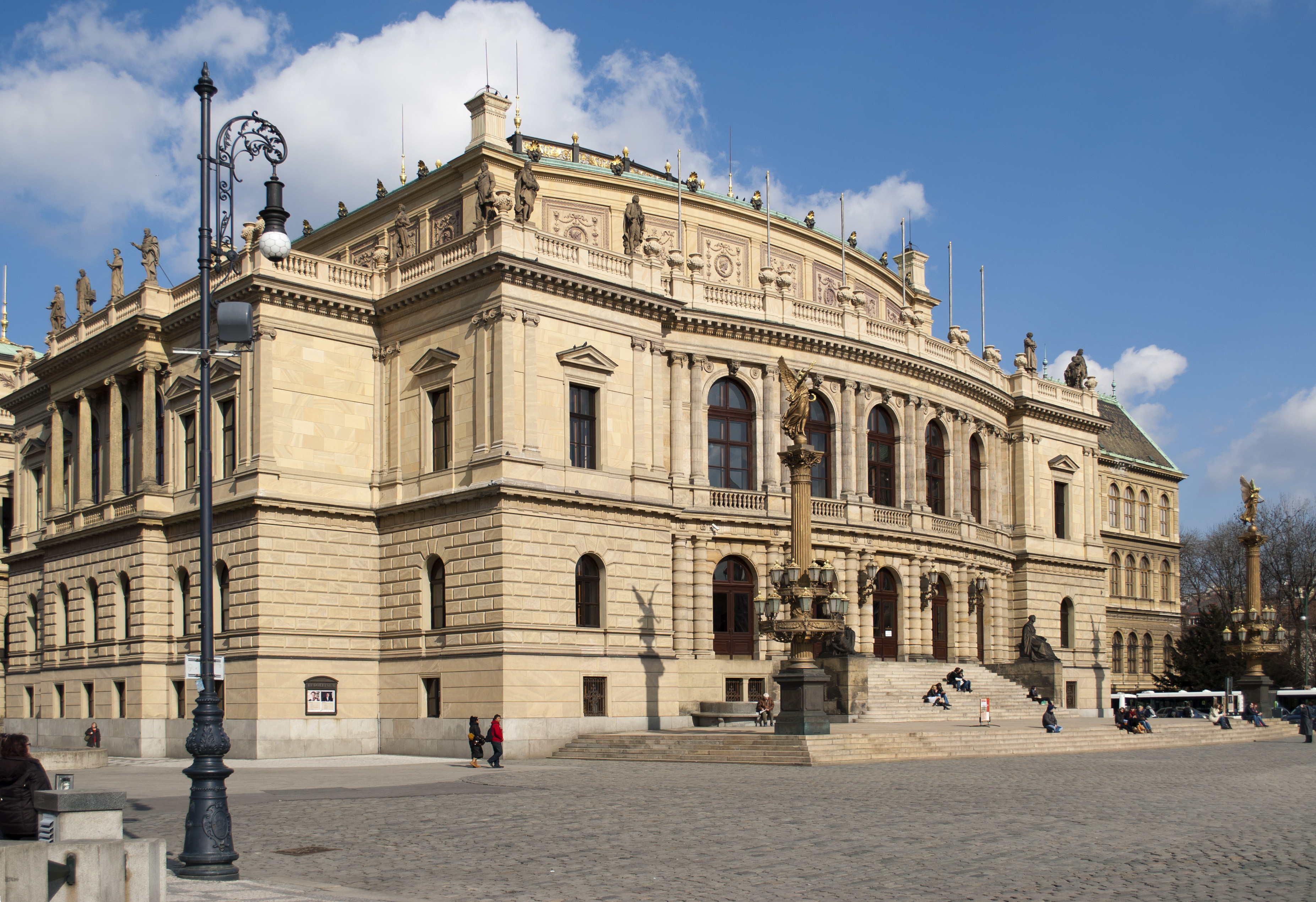
Konzerthaus Rudolfinum in Prag

Josef Klička war ein ausgezeichneter Orgelvirtuose und Orgelimprovisator und galt zu seiner Zeit als der führende tschechische Orgelvirtuose. Wichtige Impulse für seine Orgelkompositionen gewann er an der neuen Sauer-Orgel, die 1885 im Prager Rudolfinum installiert wurde. Hier hat er 30 Jahre lang Konzerte gegeben und auch komponiert. Dabei nutzte er die Registrierung und die technischen Möglichkeiten der Orgel voll aus. Im Jahr 1890 übernahm er für sieben Jahre von Karel Knittl die Leitung des seinerzeit berühmtesten tschechischen Chors, des Prager Hlahol. In dieser Zeit fanden in Prag zwei große internationale Ausstellungen statt: die Prager Jubiläumsausstellung im Jahr 1891 und die Tschechisch-slawische ethnografische Ausstellung (Národopisná výstava českoslovanská) im Jahr 1895. Kličkas Chorkonzerte bei diesen Ausstellungen waren ein voller Erfolg und trugen zur großen Popularität des Chors bei. Die Zahl der aktiven Mitglieder stieg unter seiner Leitung auf 197 Sänger und 123 Sängerinnen.
Im Jahr 1898 trat Josef Klička die Professur für Musik und Gesang an der Straka-Akademie (Strakova akademie) an, er unterrichtete dort 10 Jahre lang. Im Jahr 1910 hat ihn das k.k. Ministerium für Cultus und Unterricht zum Musikinspektor für das Königreich Böhmen ernannt. In dieser Funktion, die er 10 Jahre lang ausübte, bewährte er sich als ein begabter Organisator des Musikunterrichts und trug zur Erhöhung des Niveaus von Musikschulen mit tschechischer Unterrichtssprache bei. Der Höhepunkt seiner 40 Jahre dauernden musikpädagogischen Karriere war seine Ernennung zum Professor für Orgelmusik an der neu errichteten Meisterschule am Prager Konservatorium im Jahr 1920. Hier blieb er bis zum Jahr 1924, dann wurde der 70-jährige wegen gesundheitlicher Probleme aus dem Unterrichtsdienst entlassen. Er zog sich in seine Geburtsstadt Klatovy zurück, blieb aber dem Konservatorium als Mitglied der Prüfungskommission verbunden und widmete sich weiter dem Komponieren. Noch im Jahr 1932 schrieb er z. B. Musik für das IX. Sokol-Turnfest in Prag.
Josef Klička starb im Alter von 81 Jahren nach einer kurzen Krankheit. Er ist im Familiengrab in Klatovy begraben.

## Ehefrau und Kinder
Seine zukünftige Ehefrau Matylda, geb. Pštrossová (1859–1927), lernte Josef Klička am Theater Pavel Švanda kennen. Sie heirateten am 13. Juni 1878. Das Ehepaar hatte fünf Kinder.
Sohn Václav Klička (* 1. August 1882 Praha, † 22. Mai 1953 Praha) und Tochter Helena Nebeská (* 16. Oktober 1878 Praha, † 12. April 1951 Praha) wurden beide hervorragende Harfenvirtuosen. Für sie komponierte Josef Klička eine Reihe von Werken, die als Ausgangspunkt des modernen Harfenspiels gelten. Sohn Josef Klička (* 10. November 1889 Praha, † 5. September 1978 Klatovy) wurde Kapellmeister der K. u. k. Armee in Rumänien.

## Ehrungen
Die Städte Prag und Klatovy ernannten Josef Klička noch zu seinen Lebzeiten zu ihrem Ehrenbürger, der Prager Hlahol, einige weitere Chöre und musikalische Institutionen ernannten ihn zu ihrem Ehrenmitglied.
Zu Ehren des 70-jährigen Klička wurden einige Jubiläumskonzerte veranstaltet, bei denen auch seine Kinder mitwirkten. Den Höhepunkt der Feierlichkeiten bildete das Konzert am 8. Dezember 1925 im Smetana-Saal des Prager Repräsentationshauses (Obecní dům) in Anwesenheit des Präsidenten Tomáš Garrigue Masaryk.
Die Tschechoslowakische Akademie der Wissenschaften und Künste ernannte Klička im Jahr 1934 zu ihrem ordentlichen Mitglied.
Die Musikschule in Klatovy änderte zum Kličkas hundertsten Geburtstag im Jahr 1955 ihren Namen in Hudební škola Josefa Kličky v Klatovech. Gleichzeitig wurde an seinem Geburtshaus feierlich eine Gedenktafel enthüllt.
Der Orgelvirtuose Petr Rajnoha (* 1974) promovierte im Jahr 2007 an der Musikfakultät der Akademie der musischen Künste in Prag (HAMU) über Kličkas Orgelwerk. Er gab das komplette, zum Teil bisher unveröffentlichte Orgelwerk heraus und spielte es beim Musikverlag ARTA Records ein.

## Werke
Als Organist pflegte Josef Klička ein breites Repertoire von Barock bis zur Moderne. Die Orgelkonzerte, die er dreißig Jahre lang in Rudolfinum gab, hatten ein hohes künstlerisches Niveau. Er war auch ein ausgezeichneter Pianist und Begleiter von Konzert- und Opernsängern.
Sein kompositorisches Erbe umfasst mehr als zweihundert Werke aus fast allen Bereichen. Er schrieb Musik für Soloinstrumente wie Orgel, Harfe oder Klavier, Kammermusik für kleinere Besetzungen, umfangreiche Orchesterwerke, Musik für Chöre in verschiedenen Besetzungen, Schauspielmusiken und eine Oper. Am bedeutendsten sind zweifellos seine Orgelkompositionen, in denen er die Kunst der Polyphonie mit der neuromantischen Harmonie verbindet. Besonders in seinen virtuosen Konzertfantasien verließ er die üblichen Formen und machte die Orgel zu einem Konzertinstrument, das ein ganzes Orchester ersetzen kann.

### Orgelmusik
- 10 preludií a fug (1873) – 10 Präludien und Fugen
- Koncertní fantazie c-Moll, op. 27 (1885) – Konzertfantasie c-Moll
- Koncertní fantasie na motivy symfonické básně „Vyšehrad“ od B. Smetany op. 33 (1886) – Konzertfantasie über B. Smetanas sinfonische Dichtung „Vyšehrad“, Kličkas meistgespielte Orgelwerk
- Koncertní fantazie g-Moll, op. 35 – Konzertfantasie g-Moll
- Konzert für Orgel und Orchester d-Moll, op. 48 (1909)
- Legenda D-Dur, op. 49 – Legende D-Dur
- Legenda d-Moll, op. 54 – Legende d-Moll
- Legenda h-Moll, op. 98 – Legende h-Moll
- Sonáta fis-Moll (1917) – Sonate fis-Moll in 4 Sätzen, die umfangreichste je geschriebene tschechische Orgelkomposition
- Koncertní fantazie fis-Moll – Konzertfantasie fis-Moll
- Koncertní fantasie na chorál „Svatý Václave“ op. 65 (1895) – Konzertfantasie über den St.-Wenzels-Choral

### Andere Kompositionen
- Oper „Spanilá mlynářka“ – „Die schöne Müllerin“, Premiere im Prager Nationaltheater 1886.
- Bühnenmusiken
- Kantaten und Chormusik für Männerchöre, für Frauenchöre und für gemischte Chöre
- Lieder
- Geistliche Musik – u. a. 9 Messen, Kantaten, Motetten, Ave-Maria
- Orchesterwerke
- Kammermusik
- Kompositionen für Harfe – u. a. Fantasie über serbische Nationallieder (1897), Nocturne (1898), Serenade (1899), Fantasie über tschechische Nationallieder op. 83 (1900), Rhapsodie über die tschechische Nationalhymne (1921)
- Klaviermusik
- Musik für den Turnverein Sokol